# 카리브어

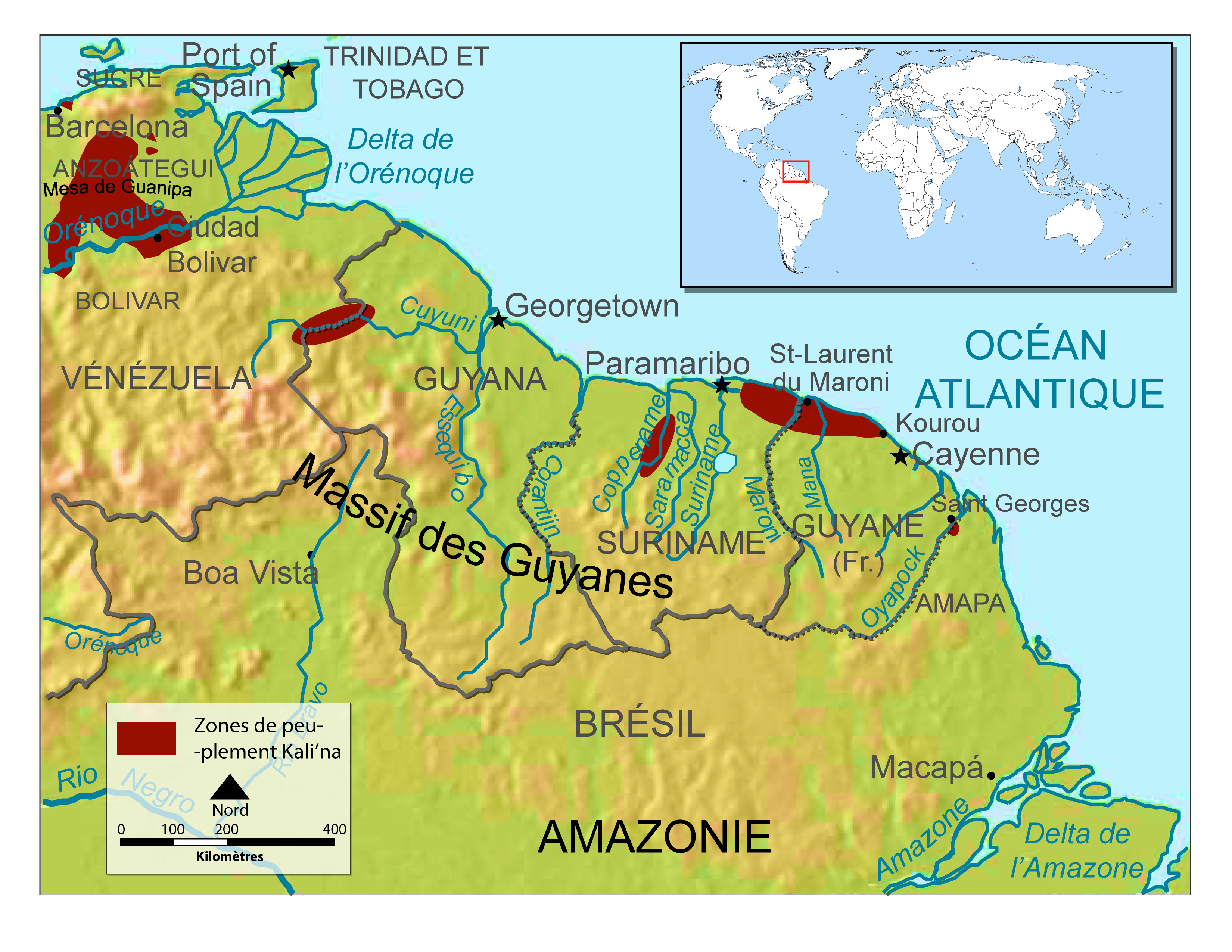
칼리나족의 지리적 분포

카리브어(Carib) 또는 칼리나어(Kalina, Karìna, Kari'nja 등)는 남아메리카의 카리브해 연안 지대에 거주하는 칼리나족(본토 카리브족)이 사용하는 카리브어족 계통 언어이다. 카리브 제도의 칼리나고족(도서 카리브족)이 사용하는 칼리나고어(Kalinago)와는 다른 언어이다. 현재 브라질, 기아나 삼국, 베네수엘라에 걸쳐 약 7,400명의 화자가 분포한다.

## 같이 보기
- 카리브어족